# Vajtang I
Vajtang I Gorgasali (en georgiano: ვახტანგ I გორგასალი) (Mtsjeta 440 - muerto 502/522), de la Dinastía cosroida, fue rey de Iberia desde 443 hasta 502/522.
Lideró a su pueblo, en alianza con el Imperio bizantino, en una larga lucha contra la hegemonía irania del imperio sasánida, que terminó con la derrota de Vajtang y el debilitamiento del reino de Iberia. La tradición también le atribuye la reorganización de la Iglesia Ortodoxa de Georgia y la fundación de Tbilisi, la capital moderna de Georgia.
Fechar el reinado de Vajtang es problemático. Ivane Javajishvili asigna al reinado de Vajtang las fechas c. 449–502 mientras Cyril Toumanoff sugiere las fechas c. 447-522. Además, Toumanoff identifica a Vajtang con el rey ibérico Gurgenes conocido por las Guerras de Justiniano del historiador Procopio de Cesarea.
Vajtang es objeto de la vita del siglo VIII u XI atribuido a Juansher, que entrelaza la historia y la leyenda en una narración épica, hiperbolizando la personalidad y la biografía de Vajtang. Esta obra literaria ha sido una fuente principal de la imagen de Vajtang como un ejemplo de rey guerrero y estadista, que se ha conservado en la memoria popular hasta nuestros días.
Surgió como una de las figuras más populares en la historia de Georgia ya en la Edad Media y ha sido canonizado por la Iglesia Ortodoxa de Georgia como "El Santo y Creyente Rey Vajtang" (georgiano: წმინდა დიდმოწამე მეფე ვახტანგი) y se conmemora el 13 de diciembre.